# Corporação Infinito
A Corporação Infinito (no original,  Infinity Inc.) é um grupo de super-heróis presente no Universo DC Comics, composto por filhos e herdeiros dos membros da Sociedade da Justiça da América, que são compostos por parceiro-mirins dos membros da Liga da Justiça. Originalmente, a série tomava lugar na Terra 2 (uma Terra paralela à Terra 1), mas em 1986, o grupo também foi vítima do evento cósmico conhecido por Crise nas Infinitas Terras. . Criada por Roy Thomas, Jerry Ordway e Mike Machlan, eles apareceram pela primeira vez em All-Star Squadron #25 (Setembro de 1983). Então, no ano seguinte, tiveram sua própria série, que durou até a edição #53 (Junho de 1988).
Em 2004, a equipe foi reformulada por por Peter Milligan e Max Fiumara para revista 52, do projeto “Everyman”, de Lex Luthor. Em 2007, ganhou a própria série de revista por Peter Milligan e Max Fiumara, a nova versão da série mostrou Aço e sua sobrinha Natasha Irons comandando um grupo de heróis sem poderes, que agiam no Projeto Everyman.

## História

### Corporação Infinito I
Antes de Crise nas Infinitas Terras, o grupo foi organizado por Sideral (Sylvester Pemberton) original na Corporação Infinito (#01 – 1984). Tudo começou quando a Sociedade da Justiça da América negou a admissão de seus protegidos no grupo. Assim, eles acabaram formando seu próprio time de super-heróis. Seus membros eram conhecidos como Infinitos. Sideral era o parceiro mirim de Listrado (Pat Dugan). Décadas mais tarde, já adulto, Sideral mudou seu nome para Celestial, passando a liderar o grupo de heróis Corporação Infinito.
Escaravelho de Prata (Hector Hall) filho do Gavião Negro (Carter Hall) e Mulher-Gavião (Shiera Hall), Bóreas (Norda Cantrell) protegido do Gavião Negro (Carter Hall), Fúria (Lyta Trevor) filha da Mulher-Maravilha (Diana Trevor), Esmaga-Átomo (Albert Julian Rothstein) neto adotivo do Átomo (Al Pratt), decidiram adotar identidades heroicas e tornarem-se membros da SJA. Eles não foram aceitos, mas não desistiram, aliando-se a Jade (Jennifer-Lynn Hayden) e Manto Negro (Todd James Rice), ambos filhos do Lanterna Verde (Alan Scott). Sentindo pena dos jovens, o Sideral decidiu deixar a SJA para criar seu próprio grupo, que também teve Onda Mental Jr. (Henry King, Jr) filho do supervilão original Onda Mental (Henry King), Poderosa (Kara Zor-L / Karen Starr) prima do Superman (Kal-L), e Caçadora (Helena Wayne) filha do Batman (Bruce Wayne) e Mulher-Gato (Selina Kyle). Como seu primeiro caso, eles enfrentaram o Ultra-Humanóide. Escaravelho de Prata e Fúria se apaixonam e chegando a ficarem noivos.

#### Crise nas Infinitas Terras
Com a ocorrência de Crise nas Infinitas Terras, resulta em três novos super-heróis - Pantera (Yolanda Montez) afilhada do Pantera (Ted Grant), Homem-Hora (Rick Tyler) filho do Homem-Hora (Rex Tyler) e Dra. Meia-Noite (Beth Chapel) protegida do Dr. Meia-Noite (Charles McNider) - que todos se juntam à equipe, se envolveu na batalha para derrotar o Antimonitor, ajudando os heróis na vitória. E a partir deste momento, passa a existir apenas uma Terra e algumas fatos anteriores a este grande evento deixam de existir.

##### Reformulações
Após os eventos de Crise, Superman (Era de Ouro), Batman e Mulher Maravilha não existiam mais. Isto afetou três Infinitos diretamente: Fúria continuou na Corporação Infinito, mas foi ligada como filha da Fúria da Era de Ouro (uma personagem criada propositalmente para esta situação), sendo criada pela Miss América nos anos 40. A Caçadora foi morta em Crise on Infinite Earths #12, sendo excluída da cronologia. Entretanto, uma nova Caçadora apareceu sem ligação direta com o Batman. Sua nova origem foi considerada muito diferente para que ela integrasse a Corporação Infinito. A origem de Poderosa foi reformulada para que ela fosse agora neta do mago Atlante Arion, sendo enviada ao futuro. Ela ainda é considerada membro da Corporação, entretanto, foi revelado em Crise Infinita que ela realmente era prima do Superman da Terra-2.

#### Saga Escaravelho de Prata
Como parte da antiga maldição, caso Gavião Negro (Carter Hall) e Mulher-Gavião (Shiera Hall) conseguisse ter algum filho, ele nasceria sem alma para poder ser o avatar do espírito maligno do Escaravelho de Prata. Assim, a profecia se cumpriu. Hector nasceu sem alma e foi possuído. Influenciado pelo espírito maligno que se alimentava do ciúme de Hector pelo afilhado de Carter e Shiera, Bóreas, Hector criou uma armadura de metal enésimo e se tornou o herói Escaravelho de Prata alimentada por energia solar e permitia que Hector voasse e disparasse raios, além de lhe permitir um certo fator de cura, procurando atrair a atenção de seus pais. Até que acaba sendo dominado completamente pelo espírito maligno. Possuído, ele rapta Fúria e encontra o Olho de Ra, uma arma antiga e poderosa com a qual o Escaravelho de Prata ataca seus antigos companheiros.Bóreas então lidera a Corporação Infinito no confronto final com Hector, na Mansão Hall, que acabou sendo destruída, revelando o topo de uma pirâmide interna. Enquanto Bóreas lutava com Hector, Esmaga-Átomo salvou Fúria. Durante a batalha, o Olho de Ra negou o controle do Escaravelho de Prata e desapareceu, e Hector acabou morrendo.  A Corporação sentiu a perda de Hector, fazendo com que Bóreas e Fúria deixasse o grupo após seu funeral.

#### Morte em Família
Durante o casamento de Hector e Lyta Trevor-Hall, Arlequin (Marcie Cooper) causou o encontro entre Mister Bones (Tanatos) e Sideral na sala de Solomon Grundy. Ela, então, acabou fazendo com que Solomon usasse o braço de Bones, composto por cianureto, para matar Skyman. Assim, Bones fugiu e a Corporação Infinito o encontrou com Helix. Dr Amor havia recuperado controle do grupo e ordenou que eles matassem Bones. Helix, por sua vez, fez o contrário, assassinando-o. Em seguida, a Corporação permitiu que Bones integrasse o grupo, que foi mantido em memória de Skyman. Entretanto, acabaram se desfazendo logo em seguida.
O grupo dissolveu-se após a morte de Sideral (também conhecido como Skyman).

### Projeto Everyman
Após os eventos de Crise Infinita, Lex Luthor, com seu nome limpo, reapareceu como um legítimo homem de negócios, oferecendo à população, aspirante a super-herói, uma terapia baseada nos metagenes, chamada de Projeto Everyman. O Projeto Everyman foi uma iniciativa de Lex Luthor, a ideia era dar poderes aos humanos e entrar para o seu time de heróis. Lex podia dar os poderes e retirá-los, fazendo isso repetidas vezes para testar poderes e ter certeza que era seguro ele mesmo passar pelo processo.  A terapia foi um sucesso com seis voluntários, os quais ganharam novas identidades pelo próprio Luthor.
Alguns personagens ganham seus poderes por Lex Luthor, como parte do projeto, onde ele dopou um grande número de pessoas em drogas que traziam seu gene meta-humano à tona, com o objetivo de substituir o Superman quando ele some nos eventos seguintes à Crise Infinita. Como certa a aparição de outros heróis jovens surgidos do fundou sua própria Corporação Infinito, ele criou Starlight (Natasha Irons – a líder do grupo), Esmaga-Átomo (Gerome McKenna), Fúria (Erik Storn), Skyman (Jake Colby), o transmorfo Everyman (Hannibal Bates)), e a rebelde velocista Trajetória (Eliza Harmon). Infelizmente para Harmon, ela era incapaz de se mover em uma velocidade normal, sem acesso a um medicamento especial, ela morre sendo substituída por Matrix (Sierra), com poderes de força e invisibilidade. Muitos participantes do Projeto Everyman morreram. O projeto foi eventualmente desativado. Um novo membro –  Jade (Nicki Jones) – apareceu no dia de Ação de Graças. Isso levou o grupo a ser atacado pelo possesso Manto Negro, irmão da Jade original, que morreu durante os eventos de Crise Infinita. Allan Scott interveio e interrompeu a luta.
Natasha passou a se opor ao Luthor e ao projeto em si por influência de seu tio John Henry Irons. Assim, ela trouxe Skyman para ajudá-la, mas ele foi assassinado por Everyman, que assumiu sua identidade e revelou a duplicidade de Natasha para Luthor. Este, por sua vez, capturou Natasha e revelou que usou a terapia nele mesmo, possuindo agora os mesmos poderes de Superman. Em 52 #40, ocorre duas grandes batalhas: Lex Luthor, agora com superpoderes, contra Aço, e os Novos Titãs contra a Corporação Infinito. Com a ajuda dos Novos Titãs, John Herny conseguiu resgatar Natasha. Os Titãs enfrentaram Esmaga-Átomo e os outros enquanto Aço lutou contra Everyman e Luthor, que feriu drasticamente Irons antes de Natasha destruir o Complexo onde Luthor realizava o Projeto Everyman. Assim, os membros remanescentes da Corporação Infinito foram levados sob custódia, enquanto Natasha e Irons se uniram novamente. Em 52, semana 50, dia 6, Esmaga-Átomo, Jade, Matriz e Fúria foram vistos entre os heróis durante a Terceira Guerra Mundial. Alan Scott pediu sua ajuda na batalha contra Adão Negro.
Um ano após o termino do projeto, alguns dos sobreviventes da Everyman continuaram no grupo Corporação Infinito, sob o comando de Aço (John Henry Irons), e sua sobrinha Starlight (Natasha Irons), e a equipe é composta por Esmaga-Átomo (Gerome McKenna), Fúria (Erik Storn), Empathy (Lucia) e Mercy Graves.
Os personagens do projeto de Lex Luthor acreditavam estar sem poderes, entretanto, os poderes dessas pessoas não desapareceram, só estão suprimidos e, no processo de supressão, eles foram corrompidos, como uma emoção ou um desejo que se corrompe quando você os esconde. Esses novos poderes são uma faca de dois gumes. Por um lado, essas crianças estão de volta como super-heróis, por outro lado a única maneira que eles têm de acessar suas novas habilidades é cavando fundo em tudo o que é negro e desagradável que eles tentaram esconder por toda a vida. Cada um desses personagens tem um poder que é uma pequena parte de seus lados negros.